# Baelelea jezik
Baelelea jezik (ISO 639-3: bvc; mbaelelea), jezik sjeverna malaitske podskupine, kojim govori oko 8 800 ljudi (1999 SIL) na sjeveru otoka Malaita u Solomonskom otočju.
Sjevernomalaitsku podskupinu čini s još 8 drugih jezika. Baelelea i baeggu [bvd] su gotovo razumljivi s to’abaita [mlu] i lau [llu].

## Vanjske poveznice
- Ethnologue (14th)
- Ethnologue (15th)